# Bandemer

Bandemer II, czyli przedstawienie herbu z mapy Lubinusa z 1618

Bandemer – polski herb szlachecki, używany przez rodzinę osiadłą na Kaszubach, a także w Inflantach i Kurlandii. Ze względu na specyficzną historię regionu, mimo przynależności do Rzeczypospolitej, rodzina i herb nie zostały odnotowane przez polskich heraldyków.

## Opis herbu
Opis z wykorzystaniem zasad blazonowania, zaproponowanych przez Alfreda Znamierowskiego:
Według Przemysława Pragerta istniało co najmniej sześć wariantów tego herbu:
Bandemer I: Na tarczy dzielonej w skos lewy w polu prawym, srebrnym, pół byka brunatnego, przeszytego włócznią srebrną w skos lewy, z gwiazdą złotą między rogami. Pole lewe w szachownicę srebrno-błękitną.
Klejnot: gwiazda złota.
Labry błękitne, podbite srebrem.
Bandemer Ia: Godło w odbiciu lustrzanym, włócznia ostrzem w dół.
Bandemer Ib: Pole dwudzielne w pas, w górnym pół bawołu wspiętego, z gwiazdą ośmiopromienną między rogami, przeszytego strzałą. Klejnot: gwiazda. Barwy nieznane.
Bandemer II: Pole dwudzielne w skos; w górnym pół wspiętego ukoronowanego bawołu, przeszytego włócznią w skos, pole dolne puste. Nad hełmem bez korony głowa bawołu wprost. Barwy nieznane.
Bandemer III: Pole dwudzielne w pas; w górnym czerwonym pół bawołu srebrnego wspiętego w lewo, z gwiazdą złotą pomiędzy rogami, przeszytego prawoskośne włócznią; pole dolne szachowane błękitno-srebrnie. Nad hełmem w koronie bawół jak w godle.
Bandemer IIIa: Pole dwudzielne w skos lewy; w górnym srebrnym pół bawołu czerwonego wspiętego, z gwiazdą złotą pomiędzy rogami, trzymającego włócznię pomiędzy przednimi nogami; pole dolne szachowane błękitno-srebrnie.

## Historia herbu
Herb rodziny pochodzącej z Pomorza Zachodniego, osiedlonego w ziemi słupskiej i na Kaszubach. Jej gałęzie osiedliły się także w Kurlandii i w Inflantach. Najstarsza pieczęć z 1403 roku (brak tu jednak dolnego pola i włóczni). Herb wzmiankowany przez Siebmachera (Nowy Siebmacher), Bagmihla (Pommersches Wappenbuch). Wariant Ib to przedstawienie z kafla z pałacu Bandemerów w Żelazie datowany na przełom XVII i XVIII wieku. Wariant II pochodzi z mapy Pomorza Lubiniusa z 1618 roku. Wariant III przysługiwał kurlandzkiej linii rodziny, zaś IIIa – inflanckiej (wzmianka w Baltisches Wappenbuch Klingspora).

## Rodzina Bandemer
Ród wywodzi się z Pomorza Zachodniego. Bandemer ma być zniemczoną i gwarową formą słowiańskiego Będzimir. Ród wzmiankowany po raz pierwszy w 1403. Posiadali wiele wsi w słupskiem, między innymi Bięcino, Bukowa, Głuszynko, Dominek, Gąbino, Karżniczka, Kukowo, Komnino, Lękwica, Przebędowo, Redzikowo, Rogawica, Rowy, Retowo, Żelazo, Żoruchowo, Starnice, Strzyżyno, Wieszyno, Wytowno, Wysoka, Objazda, Osieki Słupskie. Posiadali również dobra w Brandenburgii, Prusach Książęcych, na Śląsku, zaś jedna ich gałąź osiadła w Inflantach. Od XVII wieku notowani na Kaszubach (1682 Chrystyan Bandemer właścicielem części Gowina koło Wejherowa. Od XVIII wieku właściciele części pobliskiego Strzebielina. Współcześnie mieszkają na Kaszubach Bandzemerowie i Bendzmerowie, ale nie wiadomo, czy mają oni coś wspólnego z Bandemerami.

## Herbowni
Bandemer (Bandymier, Będzimir). Od posiadanych włości przyjmowali również nazwiska Gowiński i prawdopodobnie Strzebieliński, przekształcając Bandemer w przydomek.